# Van Breestraat 71-77 (Amsterdam)
Van Breestraat 71-77 in Amsterdam is een gebouwencomplex aan de Van Breestraat te Amsterdam-Zuid. Het complex is sinds 31 januari 2012 een gemeentelijk monument.
Het terrein, voorheen een veenweidegebied, behoorde tot 1889 toe aan de gemeente Nieuwer-Amstel. De Van Breestraat, vernoemd naar musicus Johannes van Bree, kreeg haar naam op 1 juni 1898 en werd in de jaren daarop volgebouwd. Dit gebeurde veelal “pand voor pand” maar op een aantal plekken zijn ook gebouwencomplex gebouwd, zoals de vier geschakelde panden op de huisnummers 71 tot en met 77.
Het viertal woonhuizen werd in 1899 onder de noemer "Bouwmaatschappij Van Bree-straat" gebouwd, de maatschappij werd geleid door Engel van der Eyk en Johan Anton de Waal (van der Eyk & De Waal). Zij combineerden hun werk als timmerlieden met die van makelaar, aannemer en architect. Meerdere door hen ontworpen en gerealiseerde gebouwen werden monument in Amsterdam. Veel ervan staan in Amsterdam-Zuid en de Watergraafsmeer (toen nog een zelfstandige gemeente). De vier woonhuizen vormen een architectonische eenheid; ze werden in de traditionele stijl gebouwd en voorzien van versieringen die passen binnen de stijl art nouveau. Ze zijn onderverdeeld in vier verdiepingen (3 woonetage en 1 zonder). Opvallend zijn de relatief grote erkers, die tevens dienen als een soort afdak van de toegangen. Deze erkers worden gedragen door consoles in een combinatie van steen en metaal. Tussen de erkers zijn aan de zijde van de Van Breestraat balkons geplaatst. Op de erkers, die alleen op de eerst verdieping geplaatst zijn, is balkonruimte geschapen. Daarboven gaan ze risalerend over in stenen dakkapellen. Deze gevelelementen zijn ook om de hoek geplaatst met uitzicht op de Jacob Obrechtstraat, al heeft die een afwijkende dakkapel.

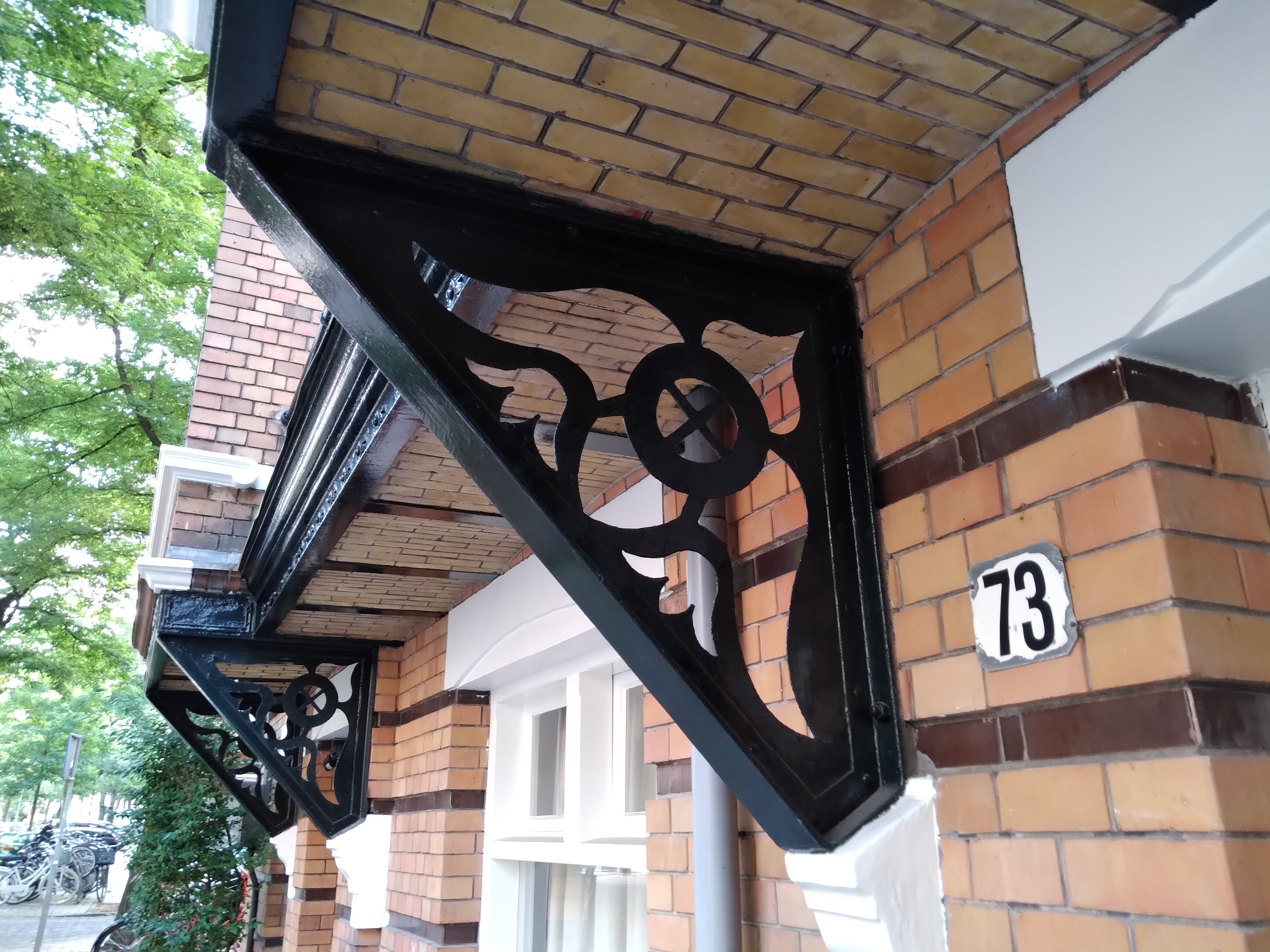
Consoles (augustus 2021)